# Spanglerogyrus albiventris
Spanglerogyrus albiventris ist eine Art der Taumelkäfer (Familie Gyrinidae) aus Nordamerika.

## Merkmale
Die Art erreicht eine Körperlänge von knapp 3 Millimeter und eine Breite von etwa 1,5 Millimeter und gehört damit zu den kleinsten Taumelkäfern. Der Körperumriss ist langgestreckt oval, konvex, dabei dorsoventral (von oben nach unten) etwas abgeplattet. Er ist überwiegend schwarz gefärbt, mit unauffälligem, metallischem Bronzeglanz. Gelblich weiß abgesetzt sind die Seiten des Pronotums, ein schmaler Randstreifen der Elytren, die Unterseite des Kopfes (außer den Genae), die Mundwerkzeuge mit Ausnahme der Mandibeln und die Unterseite des Rumpfabschnitts sowie die Epipleuren. Die Bauchseite des Hinterleibs ist nur bei den Weibchen gelblich weiß, bei den Männchen ist sie braun gefärbt.
Am Kopf sind die, wie typisch für die Taumelkäfer, geteilten Komplexaugen nur durch einen schmalen Grat voneinander getrennt, beide Teile sind nicht, wie bei allen anderen Taumelkäfern, breit voneinander abgesetzt. Die Antennen sind kurz zylindrisch und am Ende stumpf abgerundet, sie bestehen aus 9 Segmenten. Das Scutellum ist vorhanden und dreieckig geformt. Die Deckflügel tragen weder deutliche Eindrücke noch Punktreihen. Sie sind am Ende abgestutzt und etwas verkürzt, die Spitzen sind beim Weibchen verlängert, beim Männchen ohne Verlängerung kantig begrenzt. Sie sind, wie auch beim Pronotum, hinten auf der Außenseite grob behaart. Die Hinterflügel sind lang (makropter), die Käfer sind vermutlich flugfähig. Die Beine sind zu Schwimmbeinen umgebildet, aber weniger markant als bei den anderen Taumelkäfern. Die Vorderschenkel sind nicht abgeflacht, Mittel- und Hinterschenkel bei ovalem Umriss flach. Die Schienen der Mittel- und Hinterbeine sind ebenfalls abgeflacht und etwa viermal so lang wie breit. Ihre Tarsen sind etwas abgeflacht, aber nicht verbreitert, ihre Glieder sind etwa genauso breit wie lang. Am Hinterleib sind sechs Bauchsegmente erkennbar, die beiden letzten sind dabei verschmolzen.
Die Larven der Art sind unbekannt.

## Ökologie und Lebensweise
Spanglerogyrus albiventris lebt in der Uferzone von beschatteten Fließgewässern moderater Größe (etwa 7 bis 10 Meter Breite). Besiedelt werden steile, oft von der Strömung unterschnittene Uferbänke, an denen meist Wurzeln von Uferbäumen frei liegen. Die Art ist in den besiedelten Habitaten selten, weitere Taumelkäferarten im selben Lebensraum sind Gyretes sinuatus und Gyrinus marginellus. Die Käfer bewegen sich sehr rasch und besitzen Sprungvermögen (ähnlich Flohkäfern).

## Verbreitung
Die Art lebt im Südwesten der USA. Entdeckt wurde sie in Alabama, in der Küstenebene zum Golf von Mexiko. In der besiedelten Region, den Red Hills, sind die Täler der Bäche recht tief in die Ebene eingeschnitten und diese besitzen ein etwas bewegtes Relief. Weitere Funde wurden später aus Tennessee, Florida, South Carolina und dem District of Columbia gemeldet. Da die Art schwierig zu finden ist und ihre Lebensräume wenig untersucht werden, ist sie möglicherweise weiter verbreitet.

## Taxonomie und Systematik
Die Art steht in der Familie taxonomisch isoliert und wird als einzige Art in der (damit monotypischen) Unterfamilie Spanglerogyrinae aufgeführt. Sie ist morphologisch durch zahlreiche ursprüngliche (plesiomorphe) Merkmale gekennzeichnet, wie zum Beispiel den noch unvollkommen getrennten Augenabschnitten, den zweisegmentigen Galeae und der nur wenig an das Schwimmvermögen angepassten Form der Mittel- und Hinterbeine. Bei einer kombinierten Analyse der Phylogenie der Gyrinidae, anhand morphologischer Merkmale und des Vergleichs homologer DNA-Sequenzen, war die Art Schwesterart aller anderen Gyrinidae zusammengenommen.